# Stocksunds köping
Stocksunds köping var en köping och kommun i Stockholms län.

## Administrativ historik
Köpingen bildades 1 januari 1910 (enligt beslut den 31 december 1909) genom en utbrytning ur Danderyds landskommun av Stocksunds municipalsamhälle (med undantag av 0,38 hektar av 0,0906 mantal Stockby nummer 1 littera Aa II) som bildats i Danderyds landskommun den 24 april 1902. Den nya köpingen hade 867 invånare (den 31 december 1910) och omfattade en areal av 0,64 km², varav allt land.
Den 1 januari 1913 (enligt beslut den 31 december 1912) utvidgades köpingen då den öster om Stockholm-Rimbo järnväg belägna delen av kronoegendomen 1 1/8 mantal Mörby överfördes till Stocksund från Danderyd. Området hade 76 invånare (den 31 december 1912) och omfattade en areal av 0,87 km², varav allt land. Långängen, Söderskogen och Ekbacken inordnades i Stocksund från den 1 januari 1935. Några år senare, den 1 januari 1942, inkorporerades även Sikreno och Inverness i Stocksunds köping.
Stocksunds köping påverkades inte av kommunreformen den 1 januari 1952.
Köpingen inkorporerades 1967 i Djursholms stad och ingår sedan 1971 i Danderyds kommun.

### Judiciell tillhörighet
I judiciellt hänseende tillhörde köpingen Södra Roslags domsaga och Södra Roslags domsagas tingslag.

### Kyrklig tillhörighet
I kyrkligt hänseende tillhörde köpingen Danderyds församling tillsammans med Djursholms stad och Danderyds köping.

## Köpingvapen
Blasonering: I blått fält tre bjälkvis genomgående timmerlänsar av guld med länkar av silver.
Vapnet fastställdes av Kungl. Maj:t den 27 juli 1955 och gällde till utgången av år 1966.

## Geografi
Stocksunds köping omfattade den 1 januari 1911 en areal av 0,64 km², varav allt land, och den 1 januari 1952 en areal av 2,89 km², varav allt land. Båda dessa arealsiffror var baserade på Rikets allmänna kartverks kartor i skala 1:20 000 upprättade 1901-1906. Efter nymätningar och arealberäkningar färdiga den 1 januari 1955 baserat på nya kartor (ekonomiska kartan i skala 1:10 000) omfattade köpingen den 1 januari 1961 en areal av 3,02 km², varav allt land.

### Tätorter i köpingen 1960
I Stocksunds köping fanns del av tätorten Stockholm, som hade 5 027 invånare i köpingen den 1 november 1960. Tätortsgraden i köpingen var då 100,0 procent.

## Befolkningsutveckling
| Befolkningsutvecklingen i Stocksunds köping 1910–1965 | Befolkningsutvecklingen i Stocksunds köping 1910–1965 | Befolkningsutvecklingen i Stocksunds köping 1910–1965 | Befolkningsutvecklingen i Stocksunds köping 1910–1965 | Befolkningsutvecklingen i Stocksunds köping 1910–1965 |
| --- | ----------------------------------------------------- | ----------------------------------------------------- | ----------------------------------------------------- | ----------------------------------------------------- |
| |                                                       |                                                       |                                                       |                                                       |
| År |                                                       |                                                       | Folkmängd                                             |                                                       |
| 1910 | 1910                                                  |                                                       | 867                                                   |                                                       |
| 1915 | 1915                                                  |                                                       | 1 292                                                 |                                                       |
| 1920 | 1920                                                  |                                                       | 1 657                                                 |                                                       |
| 1925 | 1925                                                  |                                                       | 2 236                                                 |                                                       |
| 1930 | 1930                                                  |                                                       | 2 202                                                 |                                                       |
| 1935 | 1935                                                  |                                                       | 2 954                                                 |                                                       |
| 1940 | 1940                                                  |                                                       | 3 000                                                 |                                                       |
| 1945 | 1945                                                  |                                                       | 4 218                                                 |                                                       |
| 1950 | 1950                                                  |                                                       | 5 073                                                 |                                                       |
| 1955 | 1955                                                  |                                                       | 5 189                                                 |                                                       |
| 1960 | 1960                                                  |                                                       | 5 027                                                 |                                                       |
| 1965 | 1965                                                  |                                                       | 4 974                                                 |                                                       |
| Anm: För åren 1915 och 1925: kyrkobokförd befolkning den 31 december enligt administrativa indelningen den 1 januari följande år. För åren 1910, 1920 samt 1930-1945: befolkning enligt folkräkning 31 december enligt den administrativa indelningen den 1 januari följande år. 1950 avser befolkning enligt folkräkning den 31 december enligt den administrativa indelningen den 1 januari 1952. 1955 avser den kyrkobokförda befolkningen den 31 december enligt den administrativa indelningen den 1 januari följande år. 1960 & 1965 avser befolkning enligt folkräkning den 1 november enligt den administrativa indelningen den 1 januari följande år. |                                                       |                                                       |                                                       |                                                       |

## Politik

### Mandatfördelning i valen 1938-1962
| 5 | 6 | 11 |

| 21 |

| 4 | 8 | 10 |

| 19 | 3 |

| 4 | 7 | 11 |

| 19 | 3 |

| 2 | 9 | 11 |

| 18 | 4 |

| 5 | 4 | 6 | 10 |

| 20 | 5 |

| 5 | 3 | 4 | 13 |

| 18 | 7 |

| 5 | 3 | 5 | 12 |

| 21 | 4 |